# 神府红军游击队
《神府红军游击队》，2008年在中国大陆播出的战争剧，確實首播時間不詳，改编自王景清《神府红军游击队》，导演贾刚，主演郭凯敏、徐敏、蒋昌义、张世会等。

## 剧情
该剧讲述1930年代，中国共产党和中国国民党围绕中国大陆的政权抢夺展开第一次国共内战，陕西北部神府人民在中国共产党的宣传号召之下，建立“神府红军游击队”，最初人数只有7人，后来强大成为“红军三团”，并且建立“神府、葭榆根据地”。

## 演出
| 演员   | 角色   | 备注 |
| 陈大伟 | 王兆强 |      |
| 郭凯敏 | 于秀山 |      |
| 蒋昌义 | 贾光   |      |
| 张世会 | 杨文   |      |
| 齐景斌 | 史五华 |      |
| 程相银 | 黄进山 |      |

## 制作
原著作家王景清是毛泽东女儿李讷的丈夫，李讷是毛泽东和江青的女儿。